# Lyndon (Kansas)
Lyndon és una població dels Estats Units a l'estat de Kansas. Segons el cens del 2000 tenia 1.038 habitants.

## Demografia
Segons el cens del 2000, Lyndon tenia 1.038 habitants, 419 habitatges, i 297 famílies. La densitat de població era de 534,4 habitants/km².
Dels 419 habitatges en un 32,9% hi vivien nens de menys de 18 anys, en un 58,5% hi vivien parelles casades, en un 8,4% dones solteres, i en un 28,9% no eren unitats familiars. En el 24,8% dels habitatges hi vivien persones soles el 15,5% de les quals corresponia a persones de 65 anys o més que vivien soles. El nombre mitjà de persones vivint en cada habitatge era de 2,46 i el nombre mitjà de persones que vivien en cada família era de 2,91.
Per edats la població es repartia de la següent manera: un 26% tenia menys de 18 anys, un 7% entre 18 i 24, un 26,3% entre 25 i 44, un 22,4% de 45 a 60 i un 18,2% 65 anys o més.
L'edat mediana era de 39 anys. Per cada 100 dones de 18 o més anys hi havia 91 homes.
La renda mediana per habitatge era de 36.250 $ i la renda mediana per família de 44.231 $. Els homes tenien una renda mediana de 33.750 $ mentre que les dones 19.671 $. La renda per capita de la població era de 16.968 $. Entorn del 7,8% de les famílies i el 10,9% de la població estaven per davall del llindar de pobresa.

## Poblacions més properes
El següent diagrama mostra les poblacions més properes.